# Muscinae
En taxonomía, la subfamilia Muscinae incluye dos de los géneros más conocidos de la familia Muscidae: Musca y Stomoxys. 
La mayor parte de las especies se encuentran en la tribu Muscini. 
Desde el siglo XIX, el término "Muscinae" es también un nombre científico obsoleto para los Bryophyta sensu stricto (musgo moderno), una vez utilizados en la taxonomía de Ernst Haeckel (circa 1899).

## Identificación
El extremo del escutelo es rojizo. La célula R5 del ala está reducida distalmente. Todas las coxas de las patas son negras.

## Tribus
- Muscini
- Stomoxyini